# Külliye

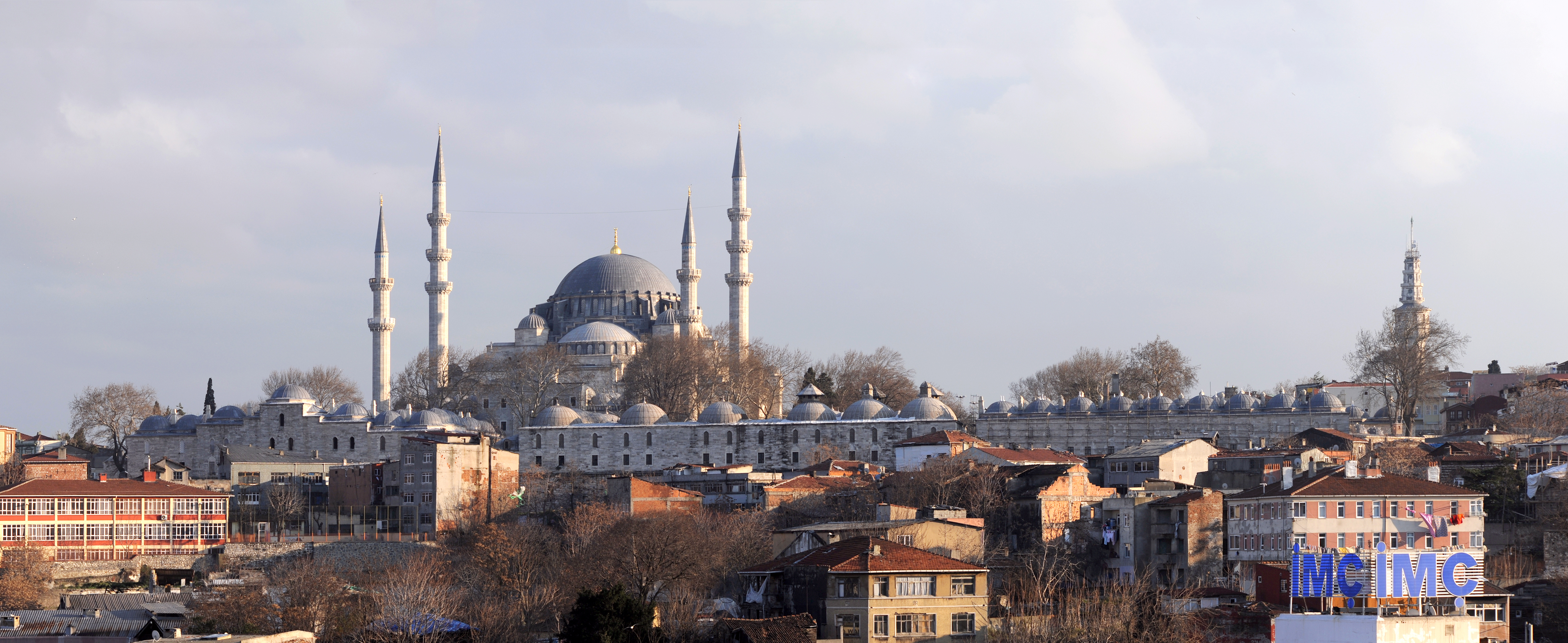
Esempio di Külliye si trova nella Moschea di Solimano a Istanbul.

Külliye deriva dall'arabo "kulliyya" (che oggi significa "Facoltà" e deriva dall'aggettivo kull, che significa tutto, intero) ed è il termine che designa un insieme di edifici, costruiti intorno a una moschea, amministrati unitariamente, spesso gestiti da una vakıf (fondazione pia, beni di manomorta), e composti da una medresa, una darüşşifa, imaret, forno, hammam, oltre a diversi altri servizi caritatevoli per la comunità. La tradizione delle külliye è particolarmente evidente nell'architettura turca durante la dinastia selgiuchide, particolarmente nell'Impero ottomano come eredità della dinastia Timuride.
Fra le külliye più note;
- Battal Gazi Külliye, dedicata Battal Gazi, a Seyitgazi, Eskişehir, costruita nel 1208 da Ümmühan Hatun, moglie del sultano selgiuchide di Rum Giyāth al-Dīn Kaykhusraw I e ampliata nel 1511 dal sultano ottomano Bayezid II
- Orhan Gazi Külliye a Bursa, costruita nel 1339 dal sultano ottomano Orhan Gazi
- Hüdavendigar Külliye a Bursa, costruita nel periodo 1365-1385 dal sultano ottomano Murad I
- Moschea di Bayezid I e Külliye a Bursa, costruita nel periodo 1390-1395 dal sultano ottomano Bayezid I
- Moschea Emir Sultan e Külliye a Bursa, dedicata al derviscio e studioso Emir Sultan, costruita per la prima volta nel XIV secolo, e ricostruita nel 1804 a seguito del terremoto di Bursa del 1766, e una terza volta nel 1868, a seguito delle distruzioni causate dal terremoto di Bursa del 1855
- Moschea Timurtaş Pasha e Külliye a Bursa, costruita nel periodo 1404-1420 dal comandante ottomano Kara Timurtaş Pascià
- Moschea Mehmed I a Bursa, costruita nel periodo 1419-1421 dal sultano ottomano Mehmet I
- Muradiye Külliye a Bursa, costruita nel periodo 1426-1428 dal sultano ottomano Murad II
- Moschea Fatih e Külliye a Istanbul, costruita nel periodo 1463-1470 dal sultano ottomano Mehmed II il Conquistatore
- Bayezid II Külliye a Amasya, costruita dal sultano ottomano Bayezid II nel periodo 1485-1486
- Bayezid II Külliye a Edirne, costruita nel periodo 1488 dal sultano ottomano Bayezid II
- Moschea di Solimano e Külliye a Edirne, costruita dal sultano ottomano Selim I nel 1522
- Abd al-Qadir Ghilani Külliye a Baghdad, costruita dal sultano ottomano Solimano il Magnifico nel 1534,
- Ulu Camii Külliye, ad Adana, completata da Ramazanoğlu Piri Mehmet Pascià nel 1540
- Moschea Sehzade e Külliye in Istanbul, costruita dal sultano ottomano Solimano il Magnifico nel 1548
- Moschea di Solimano e Külliye a Istanbul, costruita dal sultano ottomano Solimano il Magnifico negli anni 1550
- Moschea Muradiye e Külliye a Manisa, costruita dal sultano ottomano Murad III nel periodo1583–1592